# Nations Cup 2017
La Nations Cup del 2017 fue la 12.ª edición del torneo y se celebró en Montevideo, Uruguay.
La competición que se estaba desarrollando en Rumania se trasladó a Sudamérica por temas de agenda de la selección local y por reformas de su estadio. Tuvo el mismo formato de años anteriores con dos grupos de 3 equipos, cada selección se enfrentó contra las del otro grupo. Al concluir las tres fechas se confeccionó una tabla general para determinar las posiciones finales.

## Equipos participantes[5]
| - Selección de rugby de Argentina A (Argentina XV) - Selección de rugby de Namibia (Welwitschias) - Selección de rugby de Uruguay (Los Teros XV) | - Selección de rugby de España (XV del León) - Selección de rugby de Italia A (Italia A) - Selección de rugby de Rusia (Los Osos) |

## Posiciones
| Pos. | Equipo       | Encuentros | Encuentros | Encuentros | Encuentros | Tantos  | Tantos    | Tantos     | Puntos Bonus | Puntos Totales |
| Pos. | Equipo       | jugados    | ganados    | empatados  | perdidos   | a favor | en contra | diferencia | Puntos Bonus | Puntos Totales |
| ---- | ------------ | ---------- | ---------- | ---------- | ---------- | ------- | --------- | ---------- | ------------ | -------------- |
| 1    | Uruguay      | 3          | 3          | 0          | 0          | 86      | 64        | + 22       | 1            | 13             |
| 2    | Rusia        | 3          | 2          | 0          | 1          | 99      | 80        | + 19       | 4            | 12             |
| 3    | Argentina XV | 3          | 2          | 0          | 1          | 90      | 54        | + 36       | 3            | 11             |
| 4    | Namibia      | 3          | 1          | 0          | 2          | 61      | 68        | - 7        | 2            | 6              |
| 5    | España       | 3          | 1          | 0          | 2          | 34      | 74        | - 40       | 0            | 4              |
| 6    | Italia A     | 3          | 0          | 0          | 3          | 53      | 83        | - 30       | 1            | 1              |

Nota: Se otorgan 4 puntos al equipo que gane un partido y 2 al que empate
Puntos Bonus: 1 punto por convertir 4 tries o más en un partido y 1 al equipo que pierda por no más de 7 tantos de diferencia

## Resultados

### Primera fecha
| 10 de junio 11:00 | Namibia | 13 - 15 | España | Estadio Charrúa, Montevideo |                            |
|                   |         | Reporte |        | Árbitro(s): Joaquín Montes  | Árbitro(s): Joaquín Montes |

| 10 de junio 13:15 | Argentina XV | 38 - 39 | Rusia | Estadio Charrúa, Montevideo  |                              |
|                   |              | Reporte |       | Árbitro(s): Vlad Iordachescu | Árbitro(s): Vlad Iordachescu |

| 10 de junio 15:30 | Uruguay | 30 - 21 | Italia A | Estadio Charrúa, Montevideo |                         |
|                   |         | Reporte |          | Árbitro(s): Kurt Weaver     | Árbitro(s): Kurt Weaver |

### Segunda fecha
| 14 de junio 11:00 | Namibia | 38 - 22 | Italia A | Estadio Charrúa, Montevideo     |                                 |
|                   |         | Reporte |          | Árbitro(s): Iñigo Atorrasagasti | Árbitro(s): Iñigo Atorrasagasti |

| 14 de junio 13:15 | Argentina XV | 37 - 5  | España | Estadio Charrúa, Montevideo |                            |
|                   |              | Reporte |        | Árbitro(s): Joaquín Montes  | Árbitro(s): Joaquín Montes |

| 14 de junio 15:30 | Uruguay | 32 - 29 | Rusia | Estadio Charrúa, Montevideo |                         |
|                   |         | Reporte |       | Árbitro(s): Kurt Weaver     | Árbitro(s): Kurt Weaver |

### Tercera fecha
| 18 de junio 11:00 | Namibia | 10 - 31 | Rusia | Estadio Charrúa, Montevideo |                         |
|                   |         | Reporte |       | Árbitro(s): Kurt Weaver     | Árbitro(s): Kurt Weaver |

| 18 de junio 13:15 | Argentina XV | 15 - 10 | Italia A | Estadio Charrúa, Montevideo     |                                 |
|                   |              | Reporte |          | Árbitro(s): Iñigo Atorrasagasti | Árbitro(s): Iñigo Atorrasagasti |

| 18 de junio 15:30 | Uruguay | 24 - 14 | España | Estadio Charrúa, Montevideo  |                              |
|                   |         | Reporte |        | Árbitro(s): Vlad Iordachescu | Árbitro(s): Vlad Iordachescu |

| Bandera de Uruguay |
| Campeón Uruguay    |
| Primer título      |